# EHF European League der Männer 2024/25
Die EHF European League 2024/2025 war die fünfte Spielzeit der EHF European League der Männer. Veranstalter war die Europäische Handballföderation (EHF). Die Saison begann am 31. August 2024 und endete am 25. Mai 2025. Der Vorjahressieger SG Flensburg-Handewitt gewann auch in dieser Saison der EHF European League.

## Spielmodus
42 europäische Teams traten in der Saison an. In der Qualifikationsrunde spielten 20 Teams, die Sieger zogen in die Gruppenphase ein; einer der Verlierer spielte im EHF European Cup weiter.
In der Gruppenphase starteten 22 direkt gesetzte Teams sowie die zehn Sieger der Qualifikationsrunde. Nach der Gruppenphase wurde die Hauptrunde ausgetragen. Es folgten die Viertelfinals und die Finalspiele, in denen der Gewinner der Saison ermittelt wurde.
Die zur Spielzeit 2023/24 grundlegend geänderte EHF-Rangliste war Basis für die Anzahl an teilnehmenden Teams je nationalem Handballverband.

## Turnierverlauf

### Qualifikationsrunde
In der Qualifikationsrunde traten 20 Teams im K.-o.-System gegeneinander in Hin- und Rückspiel an. Die Sieger zogen in die Gruppenphase ein. Der Verlierer eines der Spiele startet anschließend im EHF European Cup. Die Hinspiele wurden am 31. August und 1. September 2024 und die Rückspiele am 7./8. September 2024 ausgetragen.
In der Qualifikationsrunde spielten MT Melsungen, ABC de Braga, Bjerringbro-Silkeborg, HC Kriens-Luzern, Fraikin BM Granollers, Ystads IF HF, RK Trimo Trebnje, Valur Reykjavík, VfL Gummersbach, Maritimo da Madeira Andebol SAD, GC Amicitia Zürich, IFK Kristianstad, Limoges Handball, Mors-Thy Håndbold, Ademar León, RK Bjelin Spačva Vinkovci, FTC Green-Collect und Elverum Håndball sowie, in einer speziellen Runde, HRK Izviđač und HCB Karviná.
Die Spielansetzungen wurden am 16. Juli 2024 ausgelost, die Begegnung HRK Izviđač vs. HCB Karviná stand schon vorab fest.
|                       |                                 | 1. Spiel                                    | 2. Spiel                                     | Gesamtsieger          | Anmerkung                                                 |
| --------------------- | ------------------------------- | ------------------------------------------- | -------------------------------------------- | --------------------- | --------------------------------------------------------- |
| ABC de Braga          | Ademar León                     | 23:21 (14:10) 31. August 2024, Braga        | 27:31 (12:15) 8. September 2024, León        | Ademar León           | –                                                         |
| MT Melsungen          | Elverum Håndball                | 28:23 (13:12) 31. August 2024, Kassel       | 36:31 (17:16) 7. September 2024, Elverum     | MT Melsungen          | –                                                         |
| RK Trimo Trebnje      | Limoges Handball                | 32:28 (16:10) 31. August 2024, Trebnje      | 24:35 (11:17) 7. September 2024, Limoges     | Limoges Handball      | –                                                         |
| HC Kriens-Luzern      | GC Amicitia Zürich              | 37:31 (19:18) 31. August 2024, Kriens       | 38:34 (18:16) 7. September 2024, Zürich      | HC Kriens-Luzern      | –                                                         |
| Mors-Thy Håndbold     | VfL Gummersbach                 | 22:35 (10:17) 31. August 2024, Thisted      | 30:39 (16:20) 8. September 2024, Gummersbach | VfL Gummersbach       | –                                                         |
| Valur Reykjavík       | RK Bjelin Spačva Vinkovci       | 34:25 (13:16) 31. August 2024, Reykjavik    | 24:32 (10:19) 7. September 2024, Vinkovci    | Valur Reykjavík       | –                                                         |
| IFK Kristianstad      | Fraikin BM Granollers           | 29:32 (13:15) 31. August 2024, Kristianstad | 28:30 (15:15) 7. September 2024, Granollers  | Fraikin BM Granollers | –                                                         |
| Bjerringbro-Silkeborg | FTC Green-Collect               | 45:27 (22:14) 31. August 2024, Silkeborg    | 32:34 (18:16) 8. September 2024, Budapest    | Bjerringbro-Silkeborg | –                                                         |
| Ystads IF HF          | Maritimo da Madeira Andebol SAD | 39:31 (16:15) 31. August 2024, Ystad        | 35:33 (16:15) 6. September 2024, Funchal     | Ystads IF HF          | –                                                         |
| HCB Karviná           | HRK Izviđač                     | 33:22 (18:12) 1. September 2024, Karviná    | 26:32 (13:19) 7. September 2024, Ljubuški    | HCB Karviná           | der Verlierer spielt im EHF European Cup 2024/2025 weiter |

### Gruppenphase
An der Gruppenphase nahmen 32 Mannschaften teil, die in acht Vierergruppen aufgeteilt waren.  Die Mannschaften SG Flensburg-Handewitt, FC Porto, Montpellier Handball, RK Nexe, GOG, Kadetten Schaffhausen, Bidasoa Irun, IK Sävehof, Górnik Zabrze, CSM Constanța, RK Gorenje Velenje, RK Vardar Skopje, MOL Tatabánya KC, FH Hafnarfjörður, Tatran Prešov, THW Kiel, Sport Lisboa e Benfica, Fenix Toulouse Handball, MRK Sesvete, Bathco BM Torrelavega, KGHM Chrobry Głogów und HC Vojvodina waren bereits gesetzt.  Dazu kamen die zehn Sieger der Qualifikationsrunde.
Die Gruppen wurden am 19. Juli 2024 ausgelost, wobei zu diesem Zeitpunkt die Qualifikationsrunde noch nicht ausgetragen war.
Die Gruppenphase begann am 8. Oktober und endete am 26. November.  Die jeweils ersten beiden Teams einer Gruppe qualifizierten sich für die Hauptrunde.  Bereits nach dem vierten von sechs Spieltagen waren bereits fünf Mannschaften vorzeitig qualifiziert, darunter mit Flensburg, Melsungen und Kiel drei der vier deutschen Teams, die jeweils vier Siege auf dem Konto hatten. Gummersbach, die vierte deutsche Mannschaft, musste die erste Niederlage hinnehmen, lag jedoch auf dem ersten Rang. Die beiden Schweizer Vertreter, Schaffhausen und Kriens-Luzern lagen aussichtsreich jeweils auf dem zweiten Tabellenplatz. Nach dem fünften Spieltag standen alle 16 Teams für die Hauptrunde bereits fest, darunter auch Gummersbach und Kriens-Luzern. Schaffhausen hatte nach einer Niederlage keine Chance mehr auf ein Weiterkommen.
Sowohl alle vier deutschen Teilnehmer, als auch Kriens-Luzern konnten ihre Gruppen gewinnen. Titelverteidiger Flensburg-Handewitt und Kiel wiesen dabei eine makellose Bilanz von sechs Siegen aus sechs Spielen auf. Melsungen verlor lediglich das letzte, bedeutungslose Spiel. Gummersbach und Kriens-Luzern kassierten ebenfalls beide nur eine Niederlage, da diese aber jeweils gegen den Tabellenzweiten war, konnten beide Teams nur zwei Punkte mit in die Hauptrunde nehmen.

#### Gruppe A
| Pl. | Verein           | Sp. | S | U | N | Tore      | Diff. | Punkte |
| --- | ---------------- | --- | - | - | - | --------- | ----- | ------ |
| 1.  | HC Kriens-Luzern | 6   | 5 | 0 | 1 | 0196:1810 | +15   | 10     |
| 2.  | GOG              | 6   | 4 | 1 | 1 | 0198:1680 | +30   | 9      |
| 3.  | RK Velenje       | 6   | 1 | 1 | 4 | 0160:1860 | −26   | 3      |
| 4.  | Ademar León      | 6   | 1 | 0 | 5 | 0161:1800 | −19   | 2      |

|                  | Schweiz | Danemark | Slowenien | Spanien |
| ---------------- | ------- | -------- | --------- | ------- |
| HC Kriens-Luzern | –       | 32:30    | 30:25     | 34:30   |
| GOG              | 39:36   | –        | 31:21     | 36:23   |
| RK Velenje       | 27:33   | 35:35    | –         | 28:25   |
| Ademar León      | 30:31   | 21:27    | 32:24     | –       |

ausgewählte Spiele
| Di., 8. Oktober 2024 18:45 Uhr | HC Kriens-Luzern     | 34:30   | Ademar León                    | Stadthalle Sursee, Sursee Zuschauer: 1.000 |
| Di., 8. Oktober 2024 18:45 Uhr | meiste Tore: Šipić 9 | (17:16) | meiste Tore: Sanz de Nicolás 7 | Stadthalle Sursee, Sursee Zuschauer: 1.000 |
| Di., 8. Oktober 2024 18:45 Uhr | Bericht              |         |                                | Stadthalle Sursee, Sursee Zuschauer: 1.000 |

| Di., 15. Oktober 2024 18:45 Uhr | GOG                  | 39:36   | HC Kriens-Luzern          | Phønix Tag Arena, Gudme Zuschauer: 1.683 |
| Di., 15. Oktober 2024 18:45 Uhr | meiste Tore: Lykke 7 | (19:14) | meiste Tore: Steenaerts 8 | Phønix Tag Arena, Gudme Zuschauer: 1.683 |
| Di., 15. Oktober 2024 18:45 Uhr | Bericht              |         |                           | Phønix Tag Arena, Gudme Zuschauer: 1.683 |

| Di., 15. Oktober 2024 20:45 Uhr | Ademar León                     | 32:24   | RK Velenje                     | Palacio de los Deportes de León, León Zuschauer: 2.238 |
| Di., 15. Oktober 2024 20:45 Uhr | meiste Tore: Carlos Álvarez (7) | (14:10) | meiste Tore: Tilen Sokolič (5) | Palacio de los Deportes de León, León Zuschauer: 2.238 |
| Di., 15. Oktober 2024 20:45 Uhr | Bericht                         |         |                                | Palacio de los Deportes de León, León Zuschauer: 2.238 |

| Di., 22. Oktober 2024 18:45 Uhr | GOG                               | 36:23   | Ademar León                                          | Phønix Tag Arena, Gudme |
| Di., 22. Oktober 2024 18:45 Uhr | meiste Tore: Frederik Tilsted (7) | (20:11) | meiste Tore: Rodrigo Pérez, Eduardo Fernandez (je 5) | Phønix Tag Arena, Gudme |
| Di., 22. Oktober 2024 18:45 Uhr | Bericht                           |         |                                                      | Phønix Tag Arena, Gudme |

| Di., 22. Oktober 2024 18:45 Uhr | RK Velenje                        | 27:33   | HC Kriens-Luzern        | Rdeca Dvorana, Velenje Zuschauer: 997 |
| Di., 22. Oktober 2024 18:45 Uhr | meiste Tore: Poklar, Sokolič je 5 | (14:19) | meiste Tore: Sigrist 10 | Rdeca Dvorana, Velenje Zuschauer: 997 |
| Di., 22. Oktober 2024 18:45 Uhr | Bericht                           |         |                         | Rdeca Dvorana, Velenje Zuschauer: 997 |

| Di., 29. Oktober 2024 18:45 Uhr | HC Kriens-Luzern          | 30:25   | RK Velenje                      | Stadthalle Sursee, Sursee Zuschauer: 1.500 |
| Di., 29. Oktober 2024 18:45 Uhr | meiste Tore: Steenaerts 6 | (15:12) | meiste Tore: Slatinek Jovičić 5 | Stadthalle Sursee, Sursee Zuschauer: 1.500 |
| Di., 29. Oktober 2024 18:45 Uhr | Bericht                   |         |                                 | Stadthalle Sursee, Sursee Zuschauer: 1.500 |

| Di., 29. Oktober 2024 20:45 Uhr | Ademar León                                      | 21:27   | GOG                                               | Palacio de los Deportes de León, León |
| Di., 29. Oktober 2024 20:45 Uhr | meiste Tore: Patryk Wasiak, Rodrigo Pérez (je 4) | (12:16) | meiste Tore: Tobias Grøndahl, Hjalte Lykke (je 6) | Palacio de los Deportes de León, León |
| Di., 29. Oktober 2024 20:45 Uhr | Bericht                                          |         |                                                   | Palacio de los Deportes de León, León |

| Di., 19. November 2024 20:45 Uhr | Ademar León              | 30:31   | HC Kriens-Luzern       | Palacio de los Deportes de León, León Zuschauer: 2.475 |
| Di., 19. November 2024 20:45 Uhr | meiste Tore: Lindqvist 7 | (14:13) | meiste Tore: Orbović 8 | Palacio de los Deportes de León, León Zuschauer: 2.475 |
| Di., 19. November 2024 20:45 Uhr | Bericht                  |         |                        | Palacio de los Deportes de León, León Zuschauer: 2.475 |

| Di., 26. November 2024 18:45 Uhr | HC Kriens-Luzern        | 32:30   | GOG                  | Stadthalle Sursee, Sursee Zuschauer: 1.950 |
| Di., 26. November 2024 18:45 Uhr | meiste Tore: Sigrist 14 | (13:12) | meiste Tore: Blonz 7 | Stadthalle Sursee, Sursee Zuschauer: 1.950 |
| Di., 26. November 2024 18:45 Uhr | Bericht                 |         |                      | Stadthalle Sursee, Sursee Zuschauer: 1.950 |

| Di., 26. November 2024 20:45 Uhr | RK Velenje                    | 28:25   | Ademar León                       | Rdeca Dvorana, Velenje |
| Di., 26. November 2024 20:45 Uhr | meiste Tore: Teo Jezernik (6) | (14:10) | meiste Tore: Javier Miñambres (6) | Rdeca Dvorana, Velenje |
| Di., 26. November 2024 20:45 Uhr | Bericht                       |         |                                   | Rdeca Dvorana, Velenje |

#### Gruppe B
| Pl. | Verein                | Sp. | S | U | N | Tore      | Diff. | Punkte |
| --- | --------------------- | --- | - | - | - | --------- | ----- | ------ |
| 1.  | Montpellier Handball  | 6   | 6 | 0 | 0 | 0193:1450 | +48   | 12     |
| 2.  | Fraikin BM Granollers | 6   | 3 | 0 | 3 | 0194:1860 | +8    | 6      |
| 3.  | Bjerringbro-Silkeborg | 6   | 2 | 1 | 3 | 0165:1930 | −28   | 5      |
| 4.  | Górnik Zabrze         | 6   | 0 | 1 | 5 | 0161:1890 | −28   | 1      |

|                       | Frankreich | Spanien | Danemark | Polen |
| --------------------- | ---------- | ------- | -------- | ----- |
| Montpellier Handball  | –          | 34:25   | 40:26    | 30:25 |
| Fraikin BM Granollers | 24:28      | –       | 36:27    | 41:30 |
| Bjerringbro-Silkeborg | 22:34      | 35:32   | –        | 30:26 |
| Górnik Zabrze         | 23:27      | 32:36   | 25:25    | –     |

ausgewählte Spiele
| Di., 8. Oktober 2024 20:45 Uhr | Górnik Zabrze                         | 32:36   | Fraikin BM Granollers | Centrum Dąbrowa Górnicza, Dąbrowa Górnicza |
| Di., 8. Oktober 2024 20:45 Uhr | meiste Tore: Mořkovský, Minotsky je 6 | (15:21) | meiste Tore: García 7 | Centrum Dąbrowa Górnicza, Dąbrowa Górnicza |
| Di., 8. Oktober 2024 20:45 Uhr | Bericht                               |         |                       | Centrum Dąbrowa Górnicza, Dąbrowa Górnicza |

| Di., 15. Oktober 2024 18:45 Uhr | Fraikin BM Granollers | 24:28   | Montpellier Handball              | Palau d’Esports de Granollers, Granollers |
| Di., 15. Oktober 2024 18:45 Uhr | meiste Tore: García 6 | (11:14) | meiste Tore: Simonet, Hesham je 6 | Palau d’Esports de Granollers, Granollers |
| Di., 15. Oktober 2024 18:45 Uhr | Bericht               |         |                                   | Palau d’Esports de Granollers, Granollers |

| Di., 22. Oktober 2024 18:45 Uhr | Fraikin BM Granollers         | 36:27   | Bjerringbro-Silkeborg                                 | Palau d’Esports de Granollers, Granollers |
| Di., 22. Oktober 2024 18:45 Uhr | meiste Tore: Iván Montoya (8) | (16:19) | meiste Tore: Rasmus Lauge, Alexander Lynggaard (je 5) | Palau d’Esports de Granollers, Granollers |
| Di., 22. Oktober 2024 18:45 Uhr | Bericht                       |         |                                                       | Palau d’Esports de Granollers, Granollers |

| Di., 29. Oktober 2024 18:45 Uhr | Bjerringbro-Silkeborg          | 35:32   | Fraikin BM Granollers           | JYSK Arena |
| Di., 29. Oktober 2024 18:45 Uhr | meiste Tore: Peter Balling (8) | (20:15) | meiste Tore: Antonio García (7) | JYSK Arena |
| Di., 29. Oktober 2024 18:45 Uhr | Bericht                        |         |                                 | JYSK Arena |

| Di., 19. November 2024 18:45 Uhr | Fraikin BM Granollers           | 41:30   | Górnik Zabrze                    | Palau d’Esports de Granollers, Granollers |
| Di., 19. November 2024 18:45 Uhr | meiste Tore: Víctor Romero (10) | (20:13) | meiste Tore: Dmytro Ilchenko (9) | Palau d’Esports de Granollers, Granollers |
| Di., 19. November 2024 18:45 Uhr | Bericht                         |         |                                  | Palau d’Esports de Granollers, Granollers |

| Di., 26. November 2024 20:45 Uhr | Montpellier Handball          | 34:25   | Fraikin BM Granollers                          |  |
| Di., 26. November 2024 20:45 Uhr | meiste Tore: Yanis Lenne (10) | (15:17) | meiste Tore: Ivan Montoya, Jordi Deumal (je 4) |  |
| Di., 26. November 2024 20:45 Uhr | Bericht                       |         |                                                |  |

#### Gruppe C
| Pl. | Verein                 | Sp. | S | U | N | Tore      | Diff. | Punkte |
| --- | ---------------------- | --- | - | - | - | --------- | ----- | ------ |
| 1.  | Sport Lisboa e Benfica | 6   | 5 | 0 | 1 | 0190:1630 | +27   | 10     |
| 2.  | Limoges Handball       | 6   | 4 | 0 | 2 | 0198:1700 | +28   | 8      |
| 3.  | Kadetten Schaffhausen  | 6   | 3 | 0 | 3 | 0195:1870 | +8    | 6      |
| 4.  | HT Tatran Prešov       | 6   | 0 | 0 | 6 | 0140:2030 | −63   | 0      |

|                        | Portugal | Frankreich | Schweiz | Slowakei |
| ---------------------- | -------- | ---------- | ------- | -------- |
| Sport Lisboa e Benfica | –        | 37:31      | 39:32   | 36:23    |
| Limoges Handball       | 36:28    | –          | 27:31   | 31:24    |
| Kadetten Schaffhausen  | 25:26    | 29:39      | –       | 39:26    |
| HT Tatran Prešov       | 16:24    | 21:34      | 30:39   | –        |

Spiele der Kadetten Schaffhausen
| Di., 8. Oktober 2024 18:45 Uhr | Kadetten Schaffhausen      | 25:26   | Sport Lisboa e Benfica | BBC-Arena, Schaffhausen Zuschauer: 1.223 |
| Di., 8. Oktober 2024 18:45 Uhr | meiste Tore: Ríkharðsson 6 | (12:15) | meiste Tore: Moreira 8 | BBC-Arena, Schaffhausen Zuschauer: 1.223 |
| Di., 8. Oktober 2024 18:45 Uhr | Bericht                    |         |                        | BBC-Arena, Schaffhausen Zuschauer: 1.223 |

| Di., 15. Oktober 2024 18:45 Uhr | HT Tatran Prešov                             | 30:39   | Kadetten Schaffhausen | Tatran Handball Arena, Prešov Zuschauer: 2.450 |
| Di., 15. Oktober 2024 18:45 Uhr | meiste Tore: Karlov, Silva da Fernandes je 9 | (15:23) | meiste Tore: Bartók 9 | Tatran Handball Arena, Prešov Zuschauer: 2.450 |
| Di., 15. Oktober 2024 18:45 Uhr | Bericht                                      |         |                       | Tatran Handball Arena, Prešov Zuschauer: 2.450 |

| Di., 22. Oktober 2024 20:45 Uhr | Limoges Handball           | 27:31   | Kadetten Schaffhausen      | Palais des sports de Beaublanc, Limoges Zuschauer: 3.745 |
| Di., 22. Oktober 2024 20:45 Uhr | meiste Tore: Turtschenko 7 | (16:13) | meiste Tore: Ríkharðsson 8 | Palais des sports de Beaublanc, Limoges Zuschauer: 3.745 |
| Di., 22. Oktober 2024 20:45 Uhr | Bericht                    |         |                            | Palais des sports de Beaublanc, Limoges Zuschauer: 3.745 |

| Di., 29. Oktober 2024 18:45 Uhr | Kadetten Schaffhausen                     | 29:39   | Limoges Handball            | BBC-Arena, Schaffhausen Zuschauer: 1.157 |
| Di., 29. Oktober 2024 18:45 Uhr | meiste Tore: Ríkharðsson, Martinović je 5 | (14:18) | meiste Tore: Turtschenko 12 | BBC-Arena, Schaffhausen Zuschauer: 1.157 |
| Di., 29. Oktober 2024 18:45 Uhr | Bericht                                   |         |                             | BBC-Arena, Schaffhausen Zuschauer: 1.157 |

| Di., 19. November 2024 20:45 Uhr | Sport Lisboa e Benfica | 39:32   | Kadetten Schaffhausen | Pavilhão da Luz Nº 2, Lissabon Zuschauer: 400 |
| Di., 19. November 2024 20:45 Uhr | meiste Tore: Hanusz 6  | (20:14) | meiste Tore: Maros 9  | Pavilhão da Luz Nº 2, Lissabon Zuschauer: 400 |
| Di., 19. November 2024 20:45 Uhr | Bericht                |         |                       | Pavilhão da Luz Nº 2, Lissabon Zuschauer: 400 |

| Di., 26. November 2024 18:45 Uhr | Kadetten Schaffhausen       | 39:26   | HT Tatran Prešov      | BBC-Arena, Schaffhausen Zuschauer: 653 |
| Di., 26. November 2024 18:45 Uhr | meiste Tore: Ríkharðsson 10 | (21:10) | meiste Tore: Karlov 5 | BBC-Arena, Schaffhausen Zuschauer: 653 |
| Di., 26. November 2024 18:45 Uhr | Bericht                     |         |                       | BBC-Arena, Schaffhausen Zuschauer: 653 |

#### Gruppe D
| Pl. | Verein              | Sp. | S | U | N | Tore      | Diff. | Punkte |
| --- | ------------------- | --- | - | - | - | --------- | ----- | ------ |
| 1.  | Bidasoa Irun        | 6   | 4 | 1 | 1 | 0199:1760 | +23   | 9      |
| 2.  | Ystads IF HF        | 6   | 3 | 1 | 2 | 0196:1790 | +17   | 7      |
| 3.  | KGHM Chrobry Głogów | 6   | 2 | 1 | 3 | 0187:2010 | −14   | 5      |
| 4.  | CSM Constanța       | 6   | 1 | 1 | 4 | 0177:2030 | −26   | 3      |

|                     | Spanien | Schweden | Polen | Rumänien |
| ------------------- | ------- | -------- | ----- | -------- |
| Bidasoa Irun        | –       | 35:32    | 33:33 | 37:25    |
| Ystads IF HF        | 23:29   | –        | 36:30 | 38:29    |
| KGHM Chrobry Głogów | 28:35   | 27:38    | –     | 37:33    |
| CSM Constanța       | 35:30   | 29:29    | 26:32 | –        |

ausgewählte Spiele
| Di., 8. Oktober 2024 20:45 Uhr | Bidasoa Irun                  | 33:33   | KGHM Chrobry Głogów                 | Pabellón Polideportivo Artaleku, Irun |
| Di., 8. Oktober 2024 20:45 Uhr | meiste Tore: Iñaki Cavero (8) | (15:17) | meiste Tore: Jędrzej Zieniewicz (8) | Pabellón Polideportivo Artaleku, Irun |
| Di., 8. Oktober 2024 20:45 Uhr | Bericht                       |         |                                     | Pabellón Polideportivo Artaleku, Irun |

| Di., 15. Oktober 2024 18:45 Uhr | Ystads IF                       | 23:29   | Bidasoa Irun                 | Ystad Arena, Ystad |
| Di., 15. Oktober 2024 18:45 Uhr | meiste Tore: Oskar Joelsson (6) | (14:13) | meiste Tore: Asier Nieto (6) | Ystad Arena, Ystad |
| Di., 15. Oktober 2024 18:45 Uhr | Bericht                         |         |                              | Ystad Arena, Ystad |

| Di., 22. Oktober 2024 18:45 Uhr | CSM Constanța                       | 35:30   | Bidasoa Irun                                     | Simona Amanar Sports Hall, Constanța |
| Di., 22. Oktober 2024 18:45 Uhr | meiste Tore: Aljochin, Buzle (je 7) | (17:15) | meiste Tore: Rodrigo Salinas, Gorka Nieto (je 5) | Simona Amanar Sports Hall, Constanța |
| Di., 22. Oktober 2024 18:45 Uhr | Bericht                             |         |                                                  | Simona Amanar Sports Hall, Constanța |

| Di., 29. Oktober 2024 20:45 Uhr | Bidasoa Irun                    | 37:25   | CSM Constanța                     | Pabellón Polideportivo Artaleku, Irun |
| Di., 29. Oktober 2024 20:45 Uhr | meiste Tore: Dariel García (10) | (20:13) | meiste Tore: Mikalaj Aljochin (7) | Pabellón Polideportivo Artaleku, Irun |
| Di., 29. Oktober 2024 20:45 Uhr | Bericht                         |         |                                   | Pabellón Polideportivo Artaleku, Irun |

| Di., 19. November 2024 20:45 Uhr | KGHM Chrobry Głogów               | 28:35   | Bidasoa Irun                                      | Hala Widowiskowo-Sportowa im. Ryszarda Matuszaka, Głogów |
| Di., 19. November 2024 20:45 Uhr | meiste Tore: Kacper Grabowski (7) | (10:17) | meiste Tore: Esteban Salinas, Julen Múgica (je 5) | Hala Widowiskowo-Sportowa im. Ryszarda Matuszaka, Głogów |
| Di., 19. November 2024 20:45 Uhr | Bericht                           |         |                                                   | Hala Widowiskowo-Sportowa im. Ryszarda Matuszaka, Głogów |

| Di., 26. November 2024 20:45 Uhr | Bidasoa Irun                 | 35:32   | Ystads IF                      | Pabellón Polideportivo Artaleku, Irun Zuschauer: 1.400 |
| Di., 26. November 2024 20:45 Uhr | meiste Tore: Asier Nieto (8) | (17:16) | meiste Tore: Niclas Ekberg (7) | Pabellón Polideportivo Artaleku, Irun Zuschauer: 1.400 |
| Di., 26. November 2024 20:45 Uhr | Bericht                      |         |                                | Pabellón Polideportivo Artaleku, Irun Zuschauer: 1.400 |

#### Gruppe E
| Pl. | Verein                | Sp. | S | U | N | Tore      | Diff. | Punkte |
| --- | --------------------- | --- | - | - | - | --------- | ----- | ------ |
| 1.  | THW Kiel              | 6   | 6 | 0 | 0 | 0200:1740 | +26   | 12     |
| 2.  | Vojvodina Novi Sad    | 6   | 4 | 0 | 2 | 0194:1860 | +8    | 8      |
| 3.  | Bathco BM Torrelavega | 6   | 0 | 2 | 4 | 0172:1880 | −16   | 2      |
| 4.  | RK Našice             | 6   | 0 | 2 | 4 | 0174:1920 | −18   | 2      |

|                       | Deutschland | Serbien | Spanien | Kroatien |
| --------------------- | ----------- | ------- | ------- | -------- |
| THW Kiel              | –           | 37:35   | 32:27   | 31:28    |
| Vojvodina Novi Sad    | 28:32       | –       | 31:30   | 31:26    |
| Bathco BM Torrelavega | 30:33       | 26:33   | –       | 32:32    |
| RK Našice             | 26:35       | 35:36   | 27:27   | –        |

ausgewählte Spiele
| Di., 8. Oktober 2024 20:45 Uhr | THW Kiel               | 32:27   | Bathco BM Torrelavega    | Wunderino Arena, Kiel Zuschauer: 3.619 |
| Di., 8. Oktober 2024 20:45 Uhr | meiste Tore: Madsen 10 | (18:14) | meiste Tore: Fernández 5 | Wunderino Arena, Kiel Zuschauer: 3.619 |
| Di., 8. Oktober 2024 20:45 Uhr | Bericht                |         |                          | Wunderino Arena, Kiel Zuschauer: 3.619 |

| Di., 15. Oktober 2024 18:45 Uhr | Vojvodina Novi Sad       | 28:32   | THW Kiel            | SPENS, Novi Sad Zuschauer: 5.500 |
| Di., 15. Oktober 2024 18:45 Uhr | meiste Tore: Jovanović 7 | (15:18) | meiste Tore: Imre 8 | SPENS, Novi Sad Zuschauer: 5.500 |
| Di., 15. Oktober 2024 18:45 Uhr | Bericht                  |         |                     | SPENS, Novi Sad Zuschauer: 5.500 |

| Di., 15. Oktober 2024 20:45 Uhr | Bathco BM Torrelavega         | 32:32   | RK Našice                                    | Pabellón Vicente Trueba, Torrelavega |
| Di., 15. Oktober 2024 20:45 Uhr | meiste Tore: Jakub Prokop (7) | (14:11) | meiste Tore: Luka Moslavac, Tin Lučin (je 8) | Pabellón Vicente Trueba, Torrelavega |
| Di., 15. Oktober 2024 20:45 Uhr | Bericht                       |         |                                              | Pabellón Vicente Trueba, Torrelavega |

| Di., 22. Oktober 2024 20:45 Uhr | Vojvodina Novi Sad                   | 31:30   | Bathco BM Torrelavega                 | SPENS, Novi Sad |
| Di., 22. Oktober 2024 20:45 Uhr | meiste Tore: Nafea, Jovanović (je 7) | (14:10) | meiste Tore: Prokop, Fernández (je 7) | SPENS, Novi Sad |
| Di., 22. Oktober 2024 20:45 Uhr | Bericht                              |         |                                       | SPENS, Novi Sad |

| Di., 22. Oktober 2024 20:45 Uhr | RK Našice            | 26:35   | THW Kiel             | OS Kralja Tomislava, Našice Zuschauer: 2.000 |
| Di., 22. Oktober 2024 20:45 Uhr | meiste Tore: Lučin 7 | (14:17) | meiste Tore: Bilyk 7 | OS Kralja Tomislava, Našice Zuschauer: 2.000 |
| Di., 22. Oktober 2024 20:45 Uhr | Bericht              |         |                      | OS Kralja Tomislava, Našice Zuschauer: 2.000 |

| Di., 29. Oktober 2024 20:45 Uhr | THW Kiel                          | 31:28   | RK Našice               | Wunderino Arena, Kiel Zuschauer: 5.049 |
| Di., 29. Oktober 2024 20:45 Uhr | meiste Tore: Wallinius, Imre je 6 | (15:12) | meiste Tore: Moslavac 6 | Wunderino Arena, Kiel Zuschauer: 5.049 |
| Di., 29. Oktober 2024 20:45 Uhr | Bericht                           |         |                         | Wunderino Arena, Kiel Zuschauer: 5.049 |

| Di., 29. Oktober 2024 20:45 Uhr | Bathco BM Torrelavega    | 26:33  | Vojvodina Novi Sad       | Pabellón Vicente Trueba, Torrelavega |
| Di., 29. Oktober 2024 20:45 Uhr | meiste Tore: Fernández 6 | (8:16) | meiste Tore: Vorkapić 11 | Pabellón Vicente Trueba, Torrelavega |
| Di., 29. Oktober 2024 20:45 Uhr | Bericht                  |        |                          | Pabellón Vicente Trueba, Torrelavega |

| Di., 19. November 2024 20:45 Uhr | Bathco BM Torrelavega    | 30:33   | THW Kiel                 | Pabellón Vicente Trueba, Torrelavega Zuschauer: 2.000 |
| Di., 19. November 2024 20:45 Uhr | meiste Tore: Fernández 7 | (15:19) | meiste Tore: Johansson 6 | Pabellón Vicente Trueba, Torrelavega Zuschauer: 2.000 |
| Di., 19. November 2024 20:45 Uhr | Bericht                  |         |                          | Pabellón Vicente Trueba, Torrelavega Zuschauer: 2.000 |

| Di., 26. November 2024 18:45 Uhr | THW Kiel              | 37:35   | Vojvodina Novi Sad   | Wunderino Arena, Kiel Zuschauer: 7.571 |
| Di., 26. November 2024 18:45 Uhr | meiste Tore: Bilyk 11 | (21:15) | meiste Tore: Silva 9 | Wunderino Arena, Kiel Zuschauer: 7.571 |
| Di., 26. November 2024 18:45 Uhr | Bericht               |         |                      | Wunderino Arena, Kiel Zuschauer: 7.571 |

| Di., 26. November 2024 20:45 Uhr | RK Našice                                       | 27:27   | Bathco BM Torrelavega         | OS Kralja Tomislava, Našice |
| Di., 26. November 2024 20:45 Uhr | meiste Tore: Jure Dolenec, Luka Moslavac (je 5) | (13:16) | meiste Tore: Javier Muñoz (7) | OS Kralja Tomislava, Našice |
| Di., 26. November 2024 20:45 Uhr | Bericht                                         |         |                               | OS Kralja Tomislava, Našice |

#### Gruppe F
| Pl. | Verein           | Sp. | S | U | N | Tore      | Diff. | Punkte |
| --- | ---------------- | --- | - | - | - | --------- | ----- | ------ |
| 1.  | MT Melsungen     | 6   | 5 | 0 | 1 | 0194:1500 | +44   | 10     |
| 2.  | FC Porto         | 6   | 3 | 1 | 2 | 0178:1630 | +15   | 7      |
| 3.  | RK Vardar Skopje | 6   | 2 | 1 | 3 | 0163:1870 | −24   | 5      |
| 4.  | Valur Reykjavík  | 6   | 0 | 2 | 4 | 0165:2000 | −35   | 2      |

|                  | Deutschland | Portugal | Nordmazedonien | Island |
| ---------------- | ----------- | -------- | -------------- | ------ |
| MT Melsungen     | –           | 32:27    | 34:18          | 36:21  |
| FC Porto         | 24:29       | –        | 37:24          | 37:29  |
| RK Vardar Skopje | 32:30       | 22:26    | –              | 33:26  |
| Valur Reykjavík  | 28:33       | 27:27    | 34:34          | –      |

Spiele der MT Melsungen
| Di., 8. Oktober 2024 20:45 Uhr | FC Porto              | 24:29   | MT Melsungen           | Dragão Arena, Porto Zuschauer: 901 |
| Di., 8. Oktober 2024 20:45 Uhr | meiste Tore: Diocou 8 | (10:16) | meiste Tore: Darmoul 6 | Dragão Arena, Porto Zuschauer: 901 |
| Di., 8. Oktober 2024 20:45 Uhr | Bericht               |         |                        | Dragão Arena, Porto Zuschauer: 901 |

| Di., 15. Oktober 2024 18:45 Uhr | MT Melsungen                   | 34:18   | RK Vardar Skopje         | Rothenbach-Halle, Kassel Zuschauer: 1.857 |
| Di., 15. Oktober 2024 18:45 Uhr | meiste Tore: drei Spieler je 5 | (17:10) | meiste Tore: Krsmancic 4 | Rothenbach-Halle, Kassel Zuschauer: 1.857 |
| Di., 15. Oktober 2024 18:45 Uhr | Bericht                        |         |                          | Rothenbach-Halle, Kassel Zuschauer: 1.857 |

| Di., 22. Oktober 2024 20:45 Uhr | MT Melsungen             | 36:21   | Valur Reykjavík           | Rothenbach-Halle, Kassel Zuschauer: 2.109 |
| Di., 22. Oktober 2024 20:45 Uhr | meiste Tore: Enderleit 6 | (17:10) | meiste Tore: Gústafsson 4 | Rothenbach-Halle, Kassel Zuschauer: 2.109 |
| Di., 22. Oktober 2024 20:45 Uhr | Bericht                  |         |                           | Rothenbach-Halle, Kassel Zuschauer: 2.109 |

| Di., 29. Oktober 2024 20:45 Uhr | Valur Reykjavík          | 28:33   | MT Melsungen             | N1 höllin, Reykjavík Zuschauer: 853 |
| Di., 29. Oktober 2024 20:45 Uhr | meiste Tore: Þórðarson 8 | (15:16) | meiste Tore: Barrufet 10 | N1 höllin, Reykjavík Zuschauer: 853 |
| Di., 29. Oktober 2024 20:45 Uhr | Bericht                  |         |                          | N1 höllin, Reykjavík Zuschauer: 853 |

| Di., 19. November 2024 20:45 Uhr | MT Melsungen             | 32:27   | FC Porto                | Rothenbach-Halle, Kassel Zuschauer: 1.983 |
| Di., 19. November 2024 20:45 Uhr | meiste Tore: Enderleit 7 | (15:13) | meiste Tore: Oliveira 7 | Rothenbach-Halle, Kassel Zuschauer: 1.983 |
| Di., 19. November 2024 20:45 Uhr | Bericht                  |         |                         | Rothenbach-Halle, Kassel Zuschauer: 1.983 |

| Di., 26. November 2024 20:45 Uhr | RK Vardar Skopje     | 32:30   | MT Melsungen             | Sport Center Jane Sandanski, Skopje Zuschauer: 1.500 |
| Di., 26. November 2024 20:45 Uhr | meiste Tore: Kooij 8 | (17:17) | meiste Tore: Barrufet 10 | Sport Center Jane Sandanski, Skopje Zuschauer: 1.500 |
| Di., 26. November 2024 20:45 Uhr | Bericht              |         |                          | Sport Center Jane Sandanski, Skopje Zuschauer: 1.500 |

#### Gruppe G
| Pl. | Verein                 | Sp. | S | U | N | Tore      | Diff. | Punkte |
| --- | ---------------------- | --- | - | - | - | --------- | ----- | ------ |
| 1.  | SG Flensburg-Handewitt | 6   | 6 | 0 | 0 | 0234:1730 | +61   | 12     |
| 2.  | Tatabánya KC           | 6   | 3 | 1 | 2 | 0174:1930 | −19   | 7      |
| 3.  | HCB Karviná            | 6   | 1 | 1 | 4 | 0177:2030 | −26   | 3      |
| 4.  | MRK Sesvete            | 6   | 1 | 0 | 5 | 0172:1880 | −16   | 2      |

|                        | Deutschland | Ungarn | Tschechien | Kroatien |
| ---------------------- | ----------- | ------ | ---------- | -------- |
| SG Flensburg-Handewitt | –           | 44:27  | 36:33      | 42:25    |
| Tatabánya KC           | 29:39       | –      | 28:27      | 28:25    |
| HCB Karviná            | 31:41       | 31:31  | –          | 32:29    |
| MRK Sesvete            | 28:32       | 27:31  | 38:23      | –        |

Spiele der SG Flensburg-Handewitt
| Di., 8. Oktober 2024 18:45 Uhr | SG Flensburg-Handewitt   | 42:25   | MRK Sesvete                     | Campushalle, Flensburg Zuschauer: 1.734 |
| Di., 8. Oktober 2024 18:45 Uhr | meiste Tore: Pedersen 10 | (21:17) | meiste Tore: Hršak, Gavrić je 5 | Campushalle, Flensburg Zuschauer: 1.734 |
| Di., 8. Oktober 2024 18:45 Uhr | Bericht                  |         |                                 | Campushalle, Flensburg Zuschauer: 1.734 |

| Di., 15. Oktober 2024 20:45 Uhr | HCB Karviná           | 31:41   | SG Flensburg-Handewitt | Házenkářská hala, Karviná Zuschauer: 1.600 |
| Di., 15. Oktober 2024 20:45 Uhr | meiste Tore: Solák 10 | (11:24) | meiste Tore: Møller 7  | Házenkářská hala, Karviná Zuschauer: 1.600 |
| Di., 15. Oktober 2024 20:45 Uhr | Bericht               |         |                        | Házenkářská hala, Karviná Zuschauer: 1.600 |

| Di., 22. Oktober 2024 18:45 Uhr | SG Flensburg-Handewitt   | 44:27   | Tatabánya KC          | Campushalle, Flensburg Zuschauer: 3.064 |
| Di., 22. Oktober 2024 18:45 Uhr | meiste Tore: Pedersen 14 | (22:13) | meiste Tore: Ntanzi 6 | Campushalle, Flensburg Zuschauer: 3.064 |
| Di., 22. Oktober 2024 18:45 Uhr | Bericht                  |         |                       | Campushalle, Flensburg Zuschauer: 3.064 |

| Di., 29. Oktober 2024 18:45 Uhr | Tatabánya KC                 | 29:39   | SG Flensburg-Handewitt   | Tatabányai Multifunkciós, Csarnóta Zuschauer: 3.220 |
| Di., 29. Oktober 2024 18:45 Uhr | meiste Tore: Plaza Jiménez 7 | (15:21) | meiste Tore: Pedersen 12 | Tatabányai Multifunkciós, Csarnóta Zuschauer: 3.220 |
| Di., 29. Oktober 2024 18:45 Uhr | Bericht                      |         |                          | Tatabányai Multifunkciós, Csarnóta Zuschauer: 3.220 |

| Di., 19. November 2024 18:45 Uhr | MRK Sesvete           | 28:32   | SG Flensburg-Handewitt | High school Jelkovec, Sesvete Zuschauer: 950 |
| Di., 19. November 2024 18:45 Uhr | meiste Tore: Raužan 7 | (14:15) | meiste Tore: Møller 7  | High school Jelkovec, Sesvete Zuschauer: 950 |
| Di., 19. November 2024 18:45 Uhr | Bericht               |         |                        | High school Jelkovec, Sesvete Zuschauer: 950 |

| Di., 26. November 2024 20:45 Uhr | SG Flensburg-Handewitt | 36:33   | HCB Karviná             | Campushalle, Flensburg Zuschauer: 2.334 |
| Di., 26. November 2024 20:45 Uhr | meiste Tore: Golla 8   | (20:15) | meiste Tore: Blyzniuk 9 | Campushalle, Flensburg Zuschauer: 2.334 |
| Di., 26. November 2024 20:45 Uhr | Bericht                |         |                         | Campushalle, Flensburg Zuschauer: 2.334 |

#### Gruppe H
| Pl. | Verein                  | Sp. | S | U | N | Tore      | Diff. | Punkte |
| --- | ----------------------- | --- | - | - | - | --------- | ----- | ------ |
| 1.  | VfL Gummersbach         | 6   | 5 | 0 | 1 | 0200:1620 | +38   | 10     |
| 2.  | Fenix Toulouse Handball | 6   | 4 | 0 | 2 | 0190:1820 | +8    | 8      |
| 3.  | IK Sävehof              | 6   | 2 | 0 | 4 | 0184:1920 | −8    | 4      |
| 4.  | Haukar Hafnarfjörður    | 6   | 1 | 0 | 5 | 0160:1980 | −38   | 2      |

|                         | Deutschland | Frankreich | Schweden | Island |
| ----------------------- | ----------- | ---------- | -------- | ------ |
| VfL Gummersbach         | –           | 33:26      | 37:35    | 32:24  |
| Fenix Toulouse Handball | 31:30       | –          | 30:33    | 37:30  |
| IK Sävehof              | 25:28       | 31:37      | –        | 30:26  |
| Haukar Hafnarfjörður    | 21:40       | 25:29      | 34:30    | –      |

Spiele des VfL Gummersbach
| Di., 8. Oktober 2024 18:45 Uhr | VfL Gummersbach                   | 37:35   | IK Sävehof                       | Schwalbe-Arena, Gummersbach Zuschauer: 2.046 |
| Di., 8. Oktober 2024 18:45 Uhr | meiste Tore: Viðarsson, Mahé je 7 | (18:16) | meiste Tore: Berlin, Brolin je 6 | Schwalbe-Arena, Gummersbach Zuschauer: 2.046 |
| Di., 8. Oktober 2024 18:45 Uhr | Bericht                           |         |                                  | Schwalbe-Arena, Gummersbach Zuschauer: 2.046 |

| Di., 15. Oktober 2024 22:30 Uhr | Haukar Hafnarfjörður     | 21:40   | VfL Gummersbach           | Ithrottamidstod Kaplakrika, Hafnarfjörður Zuschauer: 2.200 |
| Di., 15. Oktober 2024 22:30 Uhr | meiste Tore: Birgisson 5 | (12:19) | meiste Tore: Schluroff 10 | Ithrottamidstod Kaplakrika, Hafnarfjörður Zuschauer: 2.200 |
| Di., 15. Oktober 2024 22:30 Uhr | Bericht                  |         |                           | Ithrottamidstod Kaplakrika, Hafnarfjörður Zuschauer: 2.200 |

| Di., 22. Oktober 2024 18:45 Uhr | VfL Gummersbach        | 33:26   | Fenix Toulouse Handball      | Schwalbe-Arena, Gummersbach Zuschauer: 2.688 |
| Di., 22. Oktober 2024 18:45 Uhr | meiste Tore: Horžen 10 | (16:15) | meiste Tore: Käll, Ilić je 4 | Schwalbe-Arena, Gummersbach Zuschauer: 2.688 |
| Di., 22. Oktober 2024 18:45 Uhr | Bericht                |         |                              | Schwalbe-Arena, Gummersbach Zuschauer: 2.688 |

| Di., 29. Oktober 2024 18:45 Uhr | Fenix Toulouse Handball | 31:30   | VfL Gummersbach          | Palais des Sports Andre Brouat, Toulouse Zuschauer: 3.274 |
| Di., 29. Oktober 2024 18:45 Uhr | meiste Tore: Ilić 6     | (14:15) | meiste Tore: Schluroff 7 | Palais des Sports Andre Brouat, Toulouse Zuschauer: 3.274 |
| Di., 29. Oktober 2024 18:45 Uhr | Bericht                 |         |                          | Palais des Sports Andre Brouat, Toulouse Zuschauer: 3.274 |

| Di., 19. November 2024 18:45 Uhr | VfL Gummersbach       | 32:24   | Haukar Hafnarfjörður    | Schwalbe-Arena, Gummersbach Zuschauer: 2.742 |
| Di., 19. November 2024 18:45 Uhr | meiste Tore: Blohme 8 | (16:10) | meiste Tore: Andrason 6 | Schwalbe-Arena, Gummersbach Zuschauer: 2.742 |
| Di., 19. November 2024 18:45 Uhr | Bericht               |         |                         | Schwalbe-Arena, Gummersbach Zuschauer: 2.742 |

| Di., 26. November 2024 18:45 Uhr | IK Sävehof            | 25:28   | VfL Gummersbach                         | Partille Arena, Partille Zuschauer: 1.065 |
| Di., 26. November 2024 18:45 Uhr | meiste Tore: Brolin 4 | (10:14) | meiste Tore: Häseler, Zchowrebadse je 4 | Partille Arena, Partille Zuschauer: 1.065 |
| Di., 26. November 2024 18:45 Uhr | Bericht               |         |                                         | Partille Arena, Partille Zuschauer: 1.065 |

### Hauptrunde
In der Hauptrunde traten im Februar und März 2025 zunächst die 16 Teams an, die in der Gruppenphase die Plätze 1 und 2 der Gruppen belegt hatten, in vier Gruppen. In Gruppe I traten die Teams aus Gruppe A und aus Gruppe B, in Gruppe II aus Gruppe C und Gruppe D, in Gruppe III aus Gruppe E und Gruppe F und in Gruppe IV die aus Gruppe G und Gruppe H an. Die Ergebnisse gegeneinander aus der Gruppenphase wurden mitgenommen.
Die Erstplatzierten jeder Hauptrundengruppe waren direkt für das Viertelfinale qualifiziert, die Teams auf den Plätzen 2 und 3 der Hauptrundengruppen spielten im März und April 2025 in den Play-offs um den Einzug ins Viertelfinale.

#### Gruppe I
| Pl. | Verein                | Sp. | S | U | N | Tore      | Diff. | Punkte |
| --- | --------------------- | --- | - | - | - | --------- | ----- | ------ |
| 1.  | Montpellier Handball  | 6   | 5 | 0 | 1 | 0182:1680 | +14   | 10     |
| 2.  | GOG                   | 6   | 3 | 1 | 2 | 0198:1920 | +6    | 7      |
| 3.  | HC Kriens-Luzern      | 6   | 2 | 0 | 4 | 0198:2050 | −7    | 4      |
| 4.  | Fraikin BM Granollers | 6   | 1 | 1 | 4 | 0189:2020 | −13   | 3      |

|                       | Mon   | GOG   | Luz   | Gra   |
| --------------------- | ----- | ----- | ----- | ----- |
| Montpellier Handball  | –     | 30:28 | 31:27 | 34:25 |
| GOG                   | 33:27 | –     | 39:36 | 32:31 |
| HC Kriens-Luzern      | 31:32 | 32:30 | –     | 43:42 |
| Fraikin BM Granollers | 24:28 | 36:36 | 31:29 | –     |

| Di., 11. Februar 2025 18:45 Uhr | Montpellier Handball  | 31:27   | HC Kriens-Luzern     | FDI Stadium, Montpellier |
| Di., 11. Februar 2025 18:45 Uhr | meiste Tore: Hesham 6 | (16:15) | meiste Tore: Šipić 7 | FDI Stadium, Montpellier |
| Di., 11. Februar 2025 18:45 Uhr | Bericht               |         |                      | FDI Stadium, Montpellier |

| Di., 11. Februar 2025 18:45 Uhr | Fraikin BM Granollers | 36:36   | GOG                      | Palau d’Esports de Granollers, Granollers |
| Di., 11. Februar 2025 18:45 Uhr | meiste Tore: García 8 | (18:17) | meiste Tore: Grøndahl 13 | Palau d’Esports de Granollers, Granollers |
| Di., 11. Februar 2025 18:45 Uhr | Bericht               |         |                          | Palau d’Esports de Granollers, Granollers |

| Di., 18. Februar 2025 18:45 Uhr | HC Kriens-Luzern          | 43:42   | Fraikin BM Granollers    | Stadthalle Sursee, Sursee |
| Di., 18. Februar 2025 18:45 Uhr | meiste Tore: Langenick 11 | (26:22) | meiste Tore: Castillo 10 | Stadthalle Sursee, Sursee |
| Di., 18. Februar 2025 18:45 Uhr | Bericht                   |         |                          | Stadthalle Sursee, Sursee |

| Di., 25. Februar 2025 20:45 Uhr | Fraikin BM Granollers | 31:29   | HC Kriens-Luzern     | Palau d’Esports de Granollers, Granollers |
| Di., 25. Februar 2025 20:45 Uhr | meiste Tore: Romero 7 | (17:14) | meiste Tore: Šipić 8 | Palau d’Esports de Granollers, Granollers |
| Di., 25. Februar 2025 20:45 Uhr | Bericht               |         |                      | Palau d’Esports de Granollers, Granollers |

| Di., 4. März 2025 18:45 Uhr | HC Kriens-Luzern | 31:32 | Montpellier Handball | Stadthalle Sursee, Sursee |
| Di., 4. März 2025 18:45 Uhr |                  |       |                      | Stadthalle Sursee, Sursee |
| Di., 4. März 2025 18:45 Uhr | Bericht          |       |                      | Stadthalle Sursee, Sursee |

| Di., 4. März 2025 18:45 Uhr | GOG                                                    | 32:31   | Fraikin BM Granollers             | Arena Svendborg, Svendborg |
| Di., 4. März 2025 18:45 Uhr | meiste Tore: Nicolai Pedersen, Lasse Vilhelmsen (je 4) | (16:14) | meiste Tore: Pablo Urdangarin (7) | Arena Svendborg, Svendborg |
| Di., 4. März 2025 18:45 Uhr | Bericht                                                |         |                                   | Arena Svendborg, Svendborg |

#### Gruppe II
| Pl. | Verein                 | Sp. | S | U | N | Tore      | Diff. | Punkte |
| --- | ---------------------- | --- | - | - | - | --------- | ----- | ------ |
| 1.  | Bidasoa Irun           | 6   | 4 | 0 | 2 | 0188:1770 | +11   | 8      |
| 2.  | Limoges Handball       | 6   | 4 | 0 | 2 | 0196:1930 | +3    | 8      |
| 3.  | Sport Lisboa e Benfica | 6   | 3 | 0 | 3 | 0194:1930 | +1    | 6      |
| 4.  | Ystads IF HF           | 6   | 1 | 0 | 5 | 0185:2000 | −15   | 2      |

|                        | Bid   | Lim   | Ben   | Yst   |
| ---------------------- | ----- | ----- | ----- | ----- |
| Bidasoa Irun           | –     | 35:30 | 28:27 | 35:32 |
| Limoges Handball       | 32:31 | –     | 36:28 | 31:30 |
| Sport Lisboa e Benfica | 33:30 | 37:31 | –     | 36:31 |
| Ystads IF HF           | 23:29 | 32:36 | 37:33 | –     |

| Di., 11. Februar 2025 20:45 Uhr | Bidasoa Irun                  | 28:27   | Sport Lisboa e Benfica       | Pabellón Polideportivo Artaleku, Irun |
| Di., 11. Februar 2025 20:45 Uhr | meiste Tore: Iñaki Cavero (6) | (13:15) | meiste Tore: Ole Rahmel (13) | Pabellón Polideportivo Artaleku, Irun |
| Di., 11. Februar 2025 20:45 Uhr | Bericht                       |         |                              | Pabellón Polideportivo Artaleku, Irun |

| Di., 18. Februar 2025 20:45 Uhr | Limoges Handball               | 32:31   | Bidasoa Irun                     | Palais des sports de Beaublanc, Limoges |
| Di., 18. Februar 2025 20:45 Uhr | meiste Tore: Maxime Ogando (7) | (15:17) | meiste Tore: Esteban Salinas (7) | Palais des sports de Beaublanc, Limoges |
| Di., 18. Februar 2025 20:45 Uhr | Bericht                        |         |                                  | Palais des sports de Beaublanc, Limoges |

| Di., 25. Februar 2025 20:45 Uhr | Bidasoa Irun                     | 35:30   | Limoges Handball                  | Pabellón Polideportivo Artaleku, Irun |
| Di., 25. Februar 2025 20:45 Uhr | meiste Tore: Esteban Salinas (6) | (15:15) | meiste Tore: Ihor Turtschenko (7) | Pabellón Polideportivo Artaleku, Irun |
| Di., 25. Februar 2025 20:45 Uhr | Bericht                          |         |                                   | Pabellón Polideportivo Artaleku, Irun |

| Di., 4. März 2025 20:45 Uhr | Sport Lisboa e Benfica                      | 33:30   | Bidasoa Irun                   | Pav. Luz No. 2, Lissabon |
| Di., 4. März 2025 20:45 Uhr | meiste Tore: Ole Rahmel, Egon Hanusz (je 6) | (13:14) | meiste Tore: Asier Iribar (11) | Pav. Luz No. 2, Lissabon |
| Di., 4. März 2025 20:45 Uhr | Bericht                                     |         |                                | Pav. Luz No. 2, Lissabon |

#### Gruppe III
| Pl. | Verein             | Sp. | S | U | N | Tore      | Diff. | Punkte |
| --- | ------------------ | --- | - | - | - | --------- | ----- | ------ |
| 1.  | THW Kiel           | 6   | 5 | 1 | 0 | 0197:1650 | +32   | 11     |
| 2.  | MT Melsungen       | 6   | 3 | 2 | 1 | 0173:1670 | +6    | 8      |
| 3.  | FC Porto           | 6   | 2 | 0 | 4 | 0170:1780 | −8    | 4      |
| 4.  | Vojvodina Novi Sad | 6   | 0 | 1 | 5 | 0168:1980 | −30   | 1      |

|                    | Kie   | Mel   | Por   | Voj   |
| ------------------ | ----- | ----- | ----- | ----- |
| THW Kiel           | –     | 35:24 | 32:22 | 37:35 |
| MT Melsungen       | 26:26 | –     | 32:27 | 26:26 |
| FC Porto           | 30:35 | 24:29 | –     | 29:20 |
| Vojvodina Novi Sad | 28:32 | 29:36 | 30:38 | –     |

| Di., 11. Februar 2025 20:45 Uhr | MT Melsungen                        | 26:26   | THW Kiel                      | Rothenbach-Halle, Kassel Zuschauer: 3289 |
| Di., 11. Februar 2025 20:45 Uhr | meiste Tore: Mensing, Barrufet je 6 | (14:13) | meiste Tore: Eric Johansson 8 | Rothenbach-Halle, Kassel Zuschauer: 3289 |
| Di., 11. Februar 2025 20:45 Uhr | Bericht                             |         |                               | Rothenbach-Halle, Kassel Zuschauer: 3289 |

| Di., 11. Februar 2025 20:45 Uhr | FC Porto                       | 29:20  | Vojvodina Novi Sad              | Dragão Arena, Porto Zuschauer: 538 |
| Di., 11. Februar 2025 20:45 Uhr | meiste Tore: drei Spieler je 5 | (14:9) | meiste Tore: Silva, Kavčič je 6 | Dragão Arena, Porto Zuschauer: 538 |
| Di., 11. Februar 2025 20:45 Uhr | Bericht                        |        |                                 | Dragão Arena, Porto Zuschauer: 538 |

| Di., 18. Februar 2025 20:45 Uhr | Vojvodina Novi Sad       | 29:36   | MT Melsungen             | Sportska hala Slana Bara, Novi Sad Zuschauer: 1500 |
| Di., 18. Februar 2025 20:45 Uhr | meiste Tore: Jovanović 6 | (17:18) | meiste Tore: Kastening 7 | Sportska hala Slana Bara, Novi Sad Zuschauer: 1500 |
| Di., 18. Februar 2025 20:45 Uhr | Bericht                  |         |                          | Sportska hala Slana Bara, Novi Sad Zuschauer: 1500 |

| Di., 18. Februar 2025 20:45 Uhr | THW Kiel                | 32:22   | FC Porto                  | Wunderino Arena, Kiel Zuschauer: 5044 |
| Di., 18. Februar 2025 20:45 Uhr | meiste Tore: Ellefsen 6 | (14:12) | meiste Tore: Gunnarsson 4 | Wunderino Arena, Kiel Zuschauer: 5044 |
| Di., 18. Februar 2025 20:45 Uhr | Bericht                 |         |                           | Wunderino Arena, Kiel Zuschauer: 5044 |

| Di., 25. Februar 2025 20:45 Uhr | MT Melsungen           | 26:26   | Vojvodina Novi Sad   | Rothenbach-Halle, Kassel Zuschauer: 1717 |
| Di., 25. Februar 2025 20:45 Uhr | meiste Tore: Mensing 6 | (15:16) | meiste Tore: Nafea 5 | Rothenbach-Halle, Kassel Zuschauer: 1717 |
| Di., 25. Februar 2025 20:45 Uhr | Bericht                |         |                      | Rothenbach-Halle, Kassel Zuschauer: 1717 |

| Di., 25. Februar 2025 20:45 Uhr | FC Porto                             | 30:35   | THW Kiel                         | Dragão Arena, Porto Zuschauer: 1329 |
| Di., 25. Februar 2025 20:45 Uhr | meiste Tore: Gunnarsson, Salina je 5 | (15:17) | meiste Tore: Ellefsen, Imre je 7 | Dragão Arena, Porto Zuschauer: 1329 |
| Di., 25. Februar 2025 20:45 Uhr | Bericht                              |         |                                  | Dragão Arena, Porto Zuschauer: 1329 |

| Di., 4. März 2025 20:45 Uhr | Vojvodina Novi Sad              | 30:38   | FC Porto                | Sportska hala Slana Bara, Novi Sad Zuschauer: 1950 |
| Di., 4. März 2025 20:45 Uhr | meiste Tore: Silva, Kavčič je 6 | (14:20) | meiste Tore: Oliveira 7 | Sportska hala Slana Bara, Novi Sad Zuschauer: 1950 |
| Di., 4. März 2025 20:45 Uhr | Bericht                         |         |                         | Sportska hala Slana Bara, Novi Sad Zuschauer: 1950 |

| Di., 4. März 2025 20:45 Uhr | THW Kiel                | 35:24   | MT Melsungen             | Wunderino Arena, Kiel Zuschauer: 6155 |
| Di., 4. März 2025 20:45 Uhr | meiste Tore: Ellefsen 9 | (20:13) | meiste Tore: Enderleit 5 | Wunderino Arena, Kiel Zuschauer: 6155 |
| Di., 4. März 2025 20:45 Uhr | Bericht                 |         |                          | Wunderino Arena, Kiel Zuschauer: 6155 |

#### Gruppe IV
| Pl. | Verein                  | Sp. | S | U | N | Tore      | Diff. | Punkte |
| --- | ----------------------- | --- | - | - | - | --------- | ----- | ------ |
| 1.  | SG Flensburg-Handewitt  | 6   | 4 | 2 | 0 | 0220:1860 | +34   | 10     |
| 2.  | Fenix Toulouse Handball | 6   | 3 | 2 | 1 | 0194:1910 | +3    | 8      |
| 3.  | VfL Gummersbach         | 6   | 3 | 0 | 3 | 0201:1810 | +20   | 6      |
| 4.  | Tatabánya KC            | 6   | 0 | 0 | 6 | 0171:2280 | −57   | 0      |

|                         | Fle   | Tou   | Gum   | Tat   |
| ----------------------- | ----- | ----- | ----- | ----- |
| SG Flensburg-Handewitt  | –     | 34:34 | 32:30 | 44:27 |
| Fenix Toulouse Handball | 35:35 | –     | 31:30 | 35:28 |
| VfL Gummersbach         | 31:36 | 33:26 | –     | 33:27 |
| Tatabánya KC            | 29:39 | 31:33 | 29:44 | –     |

| Di., 11. Februar 2025 18:45 Uhr | VfL Gummersbach       | 31:36   | SG Flensburg-Handewitt | Schwalbe-Arena, Gummersbach Zuschauer: 4012 |
| Di., 11. Februar 2025 18:45 Uhr | meiste Tore: Köster 7 | (19:18) | meiste Tore: Golla 10  | Schwalbe-Arena, Gummersbach Zuschauer: 4012 |
| Di., 11. Februar 2025 18:45 Uhr | Bericht               |         |                        | Schwalbe-Arena, Gummersbach Zuschauer: 4012 |

| Di., 11. Februar 2025 20:45 Uhr | Fenix Toulouse Handball  | 35:28   | Tatabánya KC         | Palais des Sports Andre Brouat, Toulouse Zuschauer: 1600 |
| Di., 11. Februar 2025 20:45 Uhr | meiste Tore: Giraudeau 6 | (18:14) | meiste Tore: Topić 7 | Palais des Sports Andre Brouat, Toulouse Zuschauer: 1600 |
| Di., 11. Februar 2025 20:45 Uhr | Bericht                  |         |                      | Palais des Sports Andre Brouat, Toulouse Zuschauer: 1600 |

| Di., 18. Februar 2025 18:45 Uhr | SG Flensburg-Handewitt | 34:34   | Fenix Toulouse Handball | GP JOULE Arena, Flensburg Zuschauer: 3020 |
| Di., 18. Februar 2025 18:45 Uhr | meiste Tore: Pytlick 9 | (19:18) | meiste Tore: Vieira 8   | GP JOULE Arena, Flensburg Zuschauer: 3020 |
| Di., 18. Februar 2025 18:45 Uhr | Bericht                |         |                         | GP JOULE Arena, Flensburg Zuschauer: 3020 |

| Di., 18. Februar 2025 18:45 Uhr | Tatabánya KC            | 29:44   | VfL Gummersbach     | Tatabányai Multifunkciós, Csarnóta Zuschauer: 1647 |
| Di., 18. Februar 2025 18:45 Uhr | meiste Tore: Przytuła 7 | (13:23) | meiste Tore: Mahé 9 | Tatabányai Multifunkciós, Csarnóta Zuschauer: 1647 |
| Di., 18. Februar 2025 18:45 Uhr | Bericht                 |         |                     | Tatabányai Multifunkciós, Csarnóta Zuschauer: 1647 |

| Di., 25. Februar 2025 18:45 Uhr | VfL Gummersbach          | 33:27   | Tatabánya KC         | Schwalbe-Arena, Gummersbach Zuschauer: 3044 |
| Di., 25. Februar 2025 18:45 Uhr | meiste Tore: Viðarsson 7 | (16:16) | meiste Tore: Plaza 6 | Schwalbe-Arena, Gummersbach Zuschauer: 3044 |
| Di., 25. Februar 2025 18:45 Uhr | Bericht                  |         |                      | Schwalbe-Arena, Gummersbach Zuschauer: 3044 |

| Di., 25. Februar 2025 18:45 Uhr | Fenix Toulouse Handball | 35:35   | SG Flensburg-Handewitt    | Palais des Sports Andre Brouat, Toulouse Zuschauer: 3000 |
| Di., 25. Februar 2025 18:45 Uhr | meiste Tore: Ilić 10    | (17:19) | meiste Tore: Jørgensen 10 | Palais des Sports Andre Brouat, Toulouse Zuschauer: 3000 |
| Di., 25. Februar 2025 18:45 Uhr | Bericht                 |         |                           | Palais des Sports Andre Brouat, Toulouse Zuschauer: 3000 |

| Di., 4. März 2025 18:45 Uhr | SG Flensburg-Handewitt  | 32:30   | VfL Gummersbach           | GP JOULE Arena, Flensburg Zuschauer: 4935 |
| Di., 4. März 2025 18:45 Uhr | meiste Tore: Jakobsen 8 | (16:16) | meiste Tore: Schluroff 10 | GP JOULE Arena, Flensburg Zuschauer: 4935 |
| Di., 4. März 2025 18:45 Uhr | Bericht                 |         |                           | GP JOULE Arena, Flensburg Zuschauer: 4935 |

| Di., 4. März 2025 18:45 Uhr | Tatabánya KC         | 31:33   | Fenix Toulouse Handball | Tatabányai Multifunkciós, Csarnóta Zuschauer: 1250 |
| Di., 4. März 2025 18:45 Uhr | meiste Tore: Plaza 5 | (15:15) | meiste Tore: Nyembo 7   | Tatabányai Multifunkciós, Csarnóta Zuschauer: 1250 |
| Di., 4. März 2025 18:45 Uhr | Bericht              |         |                         | Tatabányai Multifunkciós, Csarnóta Zuschauer: 1250 |

### Play-offs
In der Play-off-Phase der Hauptrunde traten die Teams, die die Plätze 2 und 3 der Hauptrundengruppen belegt hatten, im K.-o.-System gegeneinander an. Der Drittplatzierte aus Gruppe II spielte gegen den Zweitplatzierten aus Gruppe I, der Drittplatzierte aus Gruppe I gegen den Zweitplatzierten aus Gruppe II, der Drittplatzierte aus Gruppe IV gegen den Zweitplatzierten aus Gruppe III und der Drittplatzierte aus Gruppe III gegen den Zweitplatzierten aus Gruppe IV. Die Spiele wurden im März und April 2025 ausgetragen. Die vier Sieger der Play-off-Spiele zogen ins Viertelfinale ein.
Zwei deutsche Teams mussten über die Play-offs gehen. Dabei waren es sowohl beim VfL Gummersbach als auch bei der MT Melsungen jeweils eine andere deutsche Mannschaft, die direkt ins Viertelfinale einzog. Durch das Aufeinandertreffen von Gummersbach und Melsungen in den Play-offs, war das erste Ausscheiden eines deutschen Teams bereits besiegelt. Die MT Melsungen konnte sich mit einem Tor Unterschied durchsetzen. Mit dem HC Kriens-Luzern schied der letzte Schweizer Club ebenfalls mit nur einem Tor Unterschied aus dem Wettbewerb aus.
| Gruppen-Dritter        | Ergebnis | Gruppen-Zweiter         | Hinspiel | Rückspiel |
| ---------------------- | -------- | ----------------------- | -------- | --------- |
| HC Kriens-Luzern       | 64:65    | Limoges Handball        | 36:29    | 28:36     |
| Sport Lisboa e Benfica | 64:65    | GOG                     | 33:31    | 31:34     |
| FC Porto               | 63:58    | Fenix Toulouse Handball | 35:28    | 28:30     |
| VfL Gummersbach        | 54:55    | MT Melsungen            | 29:26    | 25:29     |

#### Hinspiele
| Di., 25. März 2025 18:45 Uhr | VfL Gummersbach           | 29:26   | MT Melsungen              | Schwalbe-Arena, Gummersbach Zuschauer: 2928 Schiedsrichter: Bolić, Hurich |
| Di., 25. März 2025 18:45 Uhr | meiste Tore: Schluroff 10 | (15:13) | meiste Tore: Krištopāns 7 | Schwalbe-Arena, Gummersbach Zuschauer: 2928 Schiedsrichter: Bolić, Hurich |
| Di., 25. März 2025 18:45 Uhr | Bericht                   |         |                           | Schwalbe-Arena, Gummersbach Zuschauer: 2928 Schiedsrichter: Bolić, Hurich |

| Di., 25. März 2025 18:45 Uhr | HC Kriens-Luzern        | 36:29   | Limoges Handball                        | Stadthalle Sursee, Sursee Zuschauer: 2200 Schiedsrichter: Kull, Tint |
| Di., 25. März 2025 18:45 Uhr | meiste Tore: Sigrist 11 | (17:14) | meiste Tore: Turtschenko, Monteiro je 5 | Stadthalle Sursee, Sursee Zuschauer: 2200 Schiedsrichter: Kull, Tint |
| Di., 25. März 2025 18:45 Uhr | Bericht                 |         |                                         | Stadthalle Sursee, Sursee Zuschauer: 2200 Schiedsrichter: Kull, Tint |

| Di., 25. März 2025 20:45 Uhr | Sport Lisboa e Benfica   | 33:31   | GOG                    | Pavilhão da Luz Nº 2, Lissabon Zuschauer: 482 Schiedsrichter: Sekulić, Jovandić |
| Di., 25. März 2025 20:45 Uhr | meiste Tore: Izquierdo 7 | (17:15) | meiste Tore: Tilsted 8 | Pavilhão da Luz Nº 2, Lissabon Zuschauer: 482 Schiedsrichter: Sekulić, Jovandić |
| Di., 25. März 2025 20:45 Uhr | Bericht                  |         |                        | Pavilhão da Luz Nº 2, Lissabon Zuschauer: 482 Schiedsrichter: Sekulić, Jovandić |

| Di., 25. März 2025 20:45 Uhr | FC Porto                     | 35:28   | Fenix Toulouse       | Dragão Arena, Porto Zuschauer: 873 Schiedsrichter: Vešović, Mitrović |
| Di., 25. März 2025 20:45 Uhr | meiste Tore: Veitia Valdés 8 | (16:16) | meiste Tore: Jarry 8 | Dragão Arena, Porto Zuschauer: 873 Schiedsrichter: Vešović, Mitrović |
| Di., 25. März 2025 20:45 Uhr | Bericht                      |         |                      | Dragão Arena, Porto Zuschauer: 873 Schiedsrichter: Vešović, Mitrović |

#### Rückspiele
| Di., 1. April 2025 18:45 Uhr | Limoges Handball            | 36:28   | HC Kriens-Luzern     | Palais des sports de Beaublanc, Limoges Zuschauer: 3000 Schiedsrichter: Bozhinovski, Nachevski |
| Di., 1. April 2025 18:45 Uhr | meiste Tore: Turtschenko 10 | (16:16) | meiste Tore: Šipić 6 | Palais des sports de Beaublanc, Limoges Zuschauer: 3000 Schiedsrichter: Bozhinovski, Nachevski |
| Di., 1. April 2025 18:45 Uhr | Bericht                     |         |                      | Palais des sports de Beaublanc, Limoges Zuschauer: 3000 Schiedsrichter: Bozhinovski, Nachevski |

| Di., 1. April 2025 18:45 Uhr | GOG                      | 34:31   | Sport Lisboa e Benfica  | Arena Svendborg, Svendborg Zuschauer: 3016 Schiedsrichter: Ivanović, Vujisić |
| Di., 1. April 2025 18:45 Uhr | meiste Tore: Grøndahl 10 | (15:15) | meiste Tore: Grigoraș 7 | Arena Svendborg, Svendborg Zuschauer: 3016 Schiedsrichter: Ivanović, Vujisić |
| Di., 1. April 2025 18:45 Uhr | Bericht                  |         |                         | Arena Svendborg, Svendborg Zuschauer: 3016 Schiedsrichter: Ivanović, Vujisić |

| Di., 1. April 2025 20:45 Uhr | MT Melsungen             | 29:25   | VfL Gummersbach                    | Rothenbach-Halle, Kassel Zuschauer: 2851 Schiedsrichter: Borge, Nygren |
| Di., 1. April 2025 20:45 Uhr | meiste Tore: Kastening 7 | (14:13) | meiste Tore: Vujović, Pregler je 5 | Rothenbach-Halle, Kassel Zuschauer: 2851 Schiedsrichter: Borge, Nygren |
| Di., 1. April 2025 20:45 Uhr | Bericht                  |         |                                    | Rothenbach-Halle, Kassel Zuschauer: 2851 Schiedsrichter: Borge, Nygren |

| Di., 1. April 2025 20:45 Uhr | Fenix Toulouse            | 30:28   | FC Porto                     | Palais des Sports Andre Brouat, Toulouse Zuschauer: 4000 Schiedsrichter: Jović, Arnautović |
| Di., 1. April 2025 20:45 Uhr | meiste Tore: Feuchtmann 8 | (12:12) | meiste Tore: Veitia Valdés 5 | Palais des Sports Andre Brouat, Toulouse Zuschauer: 4000 Schiedsrichter: Jović, Arnautović |
| Di., 1. April 2025 20:45 Uhr | Bericht                   |         |                              | Palais des Sports Andre Brouat, Toulouse Zuschauer: 4000 Schiedsrichter: Jović, Arnautović |

### Viertelfinale
Im Viertelfinale traten die vier Erstplatzierten der Hauptrundengruppen sowie die vier in den Play-offs der Hauptrunde ermittelten Teams an. Diese Spiele im K.-o.-System mit Hin- und Rückspiel fanden im April 2025 statt. Montpellier Handball, MT Melsungen, THW Kiel und SG Flensburg-Handewitt setzten sich im Viertelfinale durch und erreichten so das Final 4.
| Play-off-Gewinner | Ergebnis | Gruppensieger          | Hinspiel | Rückspiel |
| ----------------- | -------- | ---------------------- | -------- | --------- |
| FC Porto          | 61:65    | Montpellier Handball   | 29:30    | 32:35     |
| MT Melsungen      | 60:49    | Bidasoa Irun           | 28:27    | 32:22     |
| Limoges Handball  | 56:61    | THW Kiel               | 26:26    | 30:35     |
| GOG               | 55:64    | SG Flensburg-Handewitt | 26:29    | 29:35     |

#### Hinspiele
| Di., 22. April 2025 18:45 Uhr | MT Melsungen            | 28:27   | Bidasoa Irun         | Rothenbach-Halle, Kassel Zuschauer: 2907 Schiedsrichter: Leszczynski, Piechota |
| Di., 22. April 2025 18:45 Uhr | meiste Tore: Barrufet 6 | (15:13) | meiste Tore: Nieto 6 | Rothenbach-Halle, Kassel Zuschauer: 2907 Schiedsrichter: Leszczynski, Piechota |
| Di., 22. April 2025 18:45 Uhr | Bericht                 |         |                      | Rothenbach-Halle, Kassel Zuschauer: 2907 Schiedsrichter: Leszczynski, Piechota |

| Di., 22. April 2025 18:45 Uhr | GOG                     | 26:29   | SG Flensburg-Handewitt                | Arena Svendborg, Svendborg Zuschauer: 3579 Schiedsrichter: Mandák, Rudinský |
| Di., 22. April 2025 18:45 Uhr | meiste Tore: Grøndahl 7 | (15:15) | meiste Tore: Jørgensen, Jakobsen je 7 | Arena Svendborg, Svendborg Zuschauer: 3579 Schiedsrichter: Mandák, Rudinský |
| Di., 22. April 2025 18:45 Uhr | Bericht                 |         |                                       | Arena Svendborg, Svendborg Zuschauer: 3579 Schiedsrichter: Mandák, Rudinský |

| Di., 22. April 2025 20:45 Uhr | Limoges Handball        | 26:26   | THW Kiel                       | Palais des sports de Beaublanc, Limoges Zuschauer: 4798 Schiedsrichter: Cindrić, Gonzurek |
| Di., 22. April 2025 20:45 Uhr | meiste Tore: El-Deraa 6 | (16:13) | meiste Tore: Madsen, Imre je 5 | Palais des sports de Beaublanc, Limoges Zuschauer: 4798 Schiedsrichter: Cindrić, Gonzurek |
| Di., 22. April 2025 20:45 Uhr | Bericht                 |         |                                | Palais des sports de Beaublanc, Limoges Zuschauer: 4798 Schiedsrichter: Cindrić, Gonzurek |

| Di., 22. April 2025 20:45 Uhr | FC Porto                     | 29:30   | Montpellier Handball | Dragão Arena, Porto Zuschauer: 1262 Schiedsrichter: Erdogan, Özdeniz |
| Di., 22. April 2025 20:45 Uhr | meiste Tore: Veitia Valdés 6 | (11:14) | meiste Tore: Monte 8 | Dragão Arena, Porto Zuschauer: 1262 Schiedsrichter: Erdogan, Özdeniz |
| Di., 22. April 2025 20:45 Uhr | Bericht                      |         |                      | Dragão Arena, Porto Zuschauer: 1262 Schiedsrichter: Erdogan, Özdeniz |

#### Rückspiele
| Di., 29. April 2025 18:45 Uhr | THW Kiel                 | 35:30   | Limoges Handball     | Wunderino Arena, Kiel Zuschauer: 6294 Schiedsrichter: Andorka, Hucker |
| Di., 29. April 2025 18:45 Uhr | meiste Tore: Johansson 7 | (16:15) | meiste Tore: Yusuf 7 | Wunderino Arena, Kiel Zuschauer: 6294 Schiedsrichter: Andorka, Hucker |
| Di., 29. April 2025 18:45 Uhr | Bericht                  |         |                      | Wunderino Arena, Kiel Zuschauer: 6294 Schiedsrichter: Andorka, Hucker |

| Di., 29. April 2025 20:45 Uhr | SG Flensburg-Handewitt | 35:29   | GOG                     | GP JOULE Arena, Flensburg Zuschauer: 5250 Schiedsrichter: Mikelić, Parađina |
| Di., 29. April 2025 20:45 Uhr | meiste Tore: Møller 9  | (17:12) | meiste Tore: Grøndahl 8 | GP JOULE Arena, Flensburg Zuschauer: 5250 Schiedsrichter: Mikelić, Parađina |
| Di., 29. April 2025 20:45 Uhr | Bericht                |         |                         | GP JOULE Arena, Flensburg Zuschauer: 5250 Schiedsrichter: Mikelić, Parađina |

| Di., 29. April 2025 20:45 Uhr | Montpellier Handball   | 35:32   | FC Porto               | FDI Stadium, Montpellier Zuschauer: 3000 Schiedsrichter: Thiyagarajah, Thiyagarajah |
| Di., 29. April 2025 20:45 Uhr | meiste Tore: Simonet 6 | (18:15) | meiste Tore: Brandão 5 | FDI Stadium, Montpellier Zuschauer: 3000 Schiedsrichter: Thiyagarajah, Thiyagarajah |
| Di., 29. April 2025 20:45 Uhr | Bericht                |         |                        | FDI Stadium, Montpellier Zuschauer: 3000 Schiedsrichter: Thiyagarajah, Thiyagarajah |

| Di., 29. April 2025 20:45 Uhr | Bidasoa Irun                                                 | 22:32  | MT Melsungen            | Pabellón Polideportivo Artaleku, Irun Zuschauer: 2000 Schiedsrichter: Gasmi, Gasmi |
| Di., 29. April 2025 20:45 Uhr | meiste Tore: E. Salinas Muñoz, R. Salinas Muñoz, Boskos je 4 | (8:15) | meiste Tore: Barrufet 9 | Pabellón Polideportivo Artaleku, Irun Zuschauer: 2000 Schiedsrichter: Gasmi, Gasmi |
| Di., 29. April 2025 20:45 Uhr | Bericht                                                      |        |                         | Pabellón Polideportivo Artaleku, Irun Zuschauer: 2000 Schiedsrichter: Gasmi, Gasmi |

### Finalrunde (Final Four)
In den Finalspielen, die am Wochenende 24./25. Mai 2025 in der Barclays Arena in Hamburg ausgetragen wurden, standen die vier Sieger der Viertelfinalspiele. Wie im Vorjahr qualifizierten sich dafür drei Teams aus der Handball-Bundesliga, neben Titelverteidiger SG Flensburg-Handewitt der THW Kiel und die MT Melsungen. Außerdem dabei war der französische Vertreter Montpellier Handball.
Gespielt wurde am Samstag im K.-o.-System mit je einem Spiel das Halbfinale, am Sonntag spielten die Sieger um den Gewinn der EHF European League und die Verlierer um Platz 3.

#### Halbfinale
| 24. Mai 2025 15.00 Uhr | MT Melsungen             | 34:35 n. V.      | SG Flensburg-Handewitt  | Barclays Arena in Hamburg Zuschauer: 11.000 Schiedsrichter: Erdoğan, Özdeniz |
| 24. Mai 2025 15.00 Uhr | meiste Tore: Kastening 8 | (15:16), (28:28) | meiste Tore: Jakobsen 9 | Barclays Arena in Hamburg Zuschauer: 11.000 Schiedsrichter: Erdoğan, Özdeniz |
| 24. Mai 2025 15.00 Uhr | Strafen: 2×              | Bericht          | Strafen: 4×             | Barclays Arena in Hamburg Zuschauer: 11.000 Schiedsrichter: Erdoğan, Özdeniz |

| 24. Mai 2025 18.00 Uhr | THW Kiel                           | 31:32   | Montpellier Handball    | Barclays Arena in Hamburg Zuschauer: 11.000 Schiedsrichter: Pavićević, Ražnatović |
| 24. Mai 2025 18.00 Uhr | meiste Tore: Johansson, Zerbe je 7 | (17:16) | meiste Tore: Karlsson 8 | Barclays Arena in Hamburg Zuschauer: 11.000 Schiedsrichter: Pavićević, Ražnatović |
| 24. Mai 2025 18.00 Uhr | Strafen: 2×                        | Bericht | Strafen: 1× 2×          | Barclays Arena in Hamburg Zuschauer: 11.000 Schiedsrichter: Pavićević, Ražnatović |

#### Spiel um Platz 3
| 25. Mai 2025 15:00 Uhr | THW Kiel               | 37:31   | MT Melsungen           | Barclays Arena in Hamburg Zuschauer: 12.000 Schiedsrichter: Andorka, Hucker |
| 25. Mai 2025 15:00 Uhr | meiste Tore: Madsen 12 | (18:18) | meiste Tore: Drosten 6 | Barclays Arena in Hamburg Zuschauer: 12.000 Schiedsrichter: Andorka, Hucker |
| 25. Mai 2025 15:00 Uhr | Strafen: 1× 2× 1×      | Bericht | Strafen: 1× 2× 1×      | Barclays Arena in Hamburg Zuschauer: 12.000 Schiedsrichter: Andorka, Hucker |

#### Finale
| 25. Mai 2025 18:00 Uhr | Montpellier Handball | 25:32   | SG Flensburg-Handewitt    | Barclays Arena in Hamburg Zuschauer: 12.000 Schiedsrichter: A. Konjičanin, D. Konjičanin |
| 25. Mai 2025 18:00 Uhr | meiste Tore: Monte 6 | (13:19) | meiste Tore: Jørgensen 10 | Barclays Arena in Hamburg Zuschauer: 12.000 Schiedsrichter: A. Konjičanin, D. Konjičanin |
| 25. Mai 2025 18:00 Uhr | Strafen: 1×          | Bericht | Strafen: 1×               | Barclays Arena in Hamburg Zuschauer: 12.000 Schiedsrichter: A. Konjičanin, D. Konjičanin |

Siegermannschaft
Die SG Flensburg-Handewitt gewann die EHF European League 2024/2025 mit den Spielern Benjamin Burić, Kevin Møller, Catalin Haidu, Lukas Jørgensen, Emil Jakobsen, Lasse Møller, Niclas Kirkeløkke, Mads Mensah Larsen, Johannes Golla, Jim Gottfridsson, Jóhan á Plógv Hansen, Andreas Holst Jensen, Aksel Horgen, August Pedersen, Thilo Knutzen, Marko Kopljar, Kay Smits, Oskar Czertowicz, Jonas Rithaphorn, Simon Pytlick, Blaž Blagotinšek, Philipp Sekowski (ohne Einsatz), Moritz Detlefsen (ohne Einsatz) und Ben Schmitt (ohne Einsatz). Trainer waren Aleš Pajovič und Nicolej Krickau.

### Torschützenliste
| Rang | Spieler               | Verein           | Tore | Spiele |
| ---- | --------------------- | ---------------- | ---- | ------ |
| 01   | Ian Barrufet          | MT Melsungen     | 90   | 18     |
| 02   | Ihor Turtschenko      | Limoges Handball | 89   | 16     |
| 03   | Luca Sigrist          | HC Kriens-Luzern | 87   | 13     |
| 04   | Tobias Grøndahl       | GOG              | 79   | 13     |
| 05   | Marin Šipić           | HC Kriens-Luzern | 78   | 12     |
| 06   | Seif El-Deraa         | Limoges Handball | 75   | 16     |
| 07   | Miro Schluroff        | VfL Gummersbach  | 74   | 14     |
| 08   | Antonio García        | BM Granollers    | 71   | 12     |
| 09   | Emil Wernsdorf Madsen | THW Kiel         | 67   | 14     |
| 10   | Kristian Olsen        | Ystads IF HF     | 65   | 12     |